# Василенко Олександр Іванович
Олекса́ндр Іва́нович Василе́нко — український військовослужбовець, підполковник Збройних сил України у відставці, голова Спілки ветеранів АТО Рівненщини (з 2017). Заступник командира 93-ї механізованої бригади по роботі з особовим складом (2014). Учасник російсько-української війни, у листопаді 2014 року керував обороною старого терміналу Донецького аеропорту.

## З життєпису

### Російсько-українська війна
Під час війни на сході України був одним з командирів, які керували обороною Донецького аеропорту, провів 21 день у листопаді у старому терміналі. За свідченням військового медика Валентина Ковальського, учасника боїв, 30 листопада Василенко був контужений під час ворожого штурму, коли викликав вогонь української артилерії на старий термінал, де він разом з українськими силами утримував позиції. Був згодом госпіталізований в Дніпропетровській лікарні ім. Мечникова.
9 грудня 2017 року Олександра Василенка обрали новим керівником Спілки ветеранів АТО Рівненщини, він змінив на посаді Федора Капустинського. На той час був у відставці.

## Нагороди
- Медаль «Захиснику Вітчизни» (5 липня 2017) — за особисту мужність, виявлену у захисті державного суверенітету та територіальної цілісності України, самовіддане виконання військового обов'язку.[10]

### Інтерв'ю
- Елена Ростикова, Киборг «Тополь» объяснил огромные потери спецназа РФ и боевиков в АДу [Архівовано 11 травня 2021 у Wayback Machine.](рос.) // cripo.com.ua, 18 грудня 2014
- Михайло Ухман, Підполковник Олександр Василенко: Ми викликали вогонь на себе [Архівовано 10 січня 2020 у Wayback Machine.] // Український тиждень, 27 грудня 2019

### Відео
- Горячая осень в Песках. Командиры [Архівовано 24 січня 2020 у Wayback Machine.] // Громадське телебачення, 13 листопада 2014